# Torneo Cuadrangular
El Torneo Cuadrangular fue un torneo oficial de fútbol organizado por la Asociación Uruguaya de Fútbol, que se disputó entre los años 1952 y 1968.
Participaban los cuatro equipos mejor colocados en la tabla de posiciones final de cada Campeonato Uruguayo de Primera División jugado en dicho período de tiempo. 

## Historia
Clasificaban a disputar el Torneo Cuadrangular los cuatro mejores equipos de cada Campeonato uruguayo, según sus colocaciones en las posiciones finales de cada torneo.
Fue un certamen que adquirió un valor importante en aquellos años debido a que el Campeón Uruguayo quería demostrar la vigencia del título obtenido, al tiempo que los tres restantes participantes anhelaban conquistarlo para quitarle jerarquía al campeón del Campeonato Uruguayo de esa temporada.

## Campeones del Torneo Cuadrangular

### Títulos por año
| Año  | Campeón        | Resultado  | Subcampeón  | Notas                                                     |
| ---- | -------------- | ---------- | ----------- | --------------------------------------------------------- |
| 1952 | Nacional       | Liga       | Peñarol     | Primera edición del torneo. Campeón invicto.              |
| 1953 | Rampla Juniors | Liga       | River Plate |                                                           |
| 1954 | Nacional       | Liga       | Danubio     |                                                           |
| 1955 | Indefinido     | Indefinido | Indefinido  | Empataron en el primer lugar Danubio, Nacional y Peñarol. |
| 1956 | Nacional       | Liga       | Defensor    | Campeón invicto.                                          |
| 1957 | Defensor       | Liga       | Fénix       |                                                           |
| 1958 | Nacional       | Liga       | Peñarol     |                                                           |
| 1959 | Peñarol        | Liga       | Nacional    | Campeón invicto.                                          |
| 1960 | Peñarol        | Liga       | Nacional    | Campeón invicto.                                          |
| 1961 | Nacional       | Liga       | Peñarol     |                                                           |
| 1962 | Indefinido     | Indefinido | Indefinido  | Empataron en el primer lugar Nacional y Peñarol.          |
| 1963 | Peñarol        | Liga       | Nacional    |                                                           |
| 1964 | Nacional       | Liga       | Peñarol     |                                                           |
| 1965 | Inconcluso     | Inconcluso | Inconcluso  | Campeonato suspendido.                                    |
| 1966 | Peñarol        | Liga       | Nacional    |                                                           |
| 1967 | Nacional       | Liga       | Peñarol     |                                                           |
| 1968 | Peñarol        | Liga       | Defensor    | Campeón invicto.                                          |

### Títulos por equipo
| Equipo         | Departamento | Títulos | Subtítulos | Años de los campeonatos                  |
| -------------- | ------------ | ------- | ---------- | ---------------------------------------- |
| Nacional       | Montevideo   | 7       | 4          | 1952, 1954, 1956, 1958, 1961, 1964, 1967 |
| Peñarol        | Montevideo   | 5       | 5          | 1959, 1960, 1963, 1966, 1968             |
| Defensor       | Montevideo   | 1       | 2          | 1957                                     |
| Rampla Juniors | Montevideo   | 1       | -          | 1953                                     |
| River Plate    | Montevideo   | -       | 1          | -                                        |
| Danubio        | Montevideo   | -       | 1          | -                                        |
| Fénix          | Montevideo   | -       | 1          | -                                        |

## Resultados
| 1952       | 1952           | 1952 | 1952           |
| ---------- | -------------- | ---- | -------------- |
| 18/04/1953 | Peñarol        | 1-1  | Danubio        |
| 19/04/1953 | Nacional       | 4-3  | Rampla Juniors |
| 25/04/1953 | Nacional       | 2-1  | Danubio        |
| 27/04/1953 | Rampla Juniors | 1-1  | Peñarol        |
| 02/05/1953 | Danubio        | 0-0  | Rampla Juniors |
| 03/05/1953 | Nacional       | 1-1  | Peñarol        |

| 1953       | 1953           | 1953 | 1953           |
| ---------- | -------------- | ---- | -------------- |
| 08/08/1954 | Nacional       | 3-2  | Rampla Juniors |
| 14/08/1954 | Nacional       | 2-2  | River Plate    |
| 15/08/1954 | Rampla Juniors | 2-1  | Peñarol        |
| 22/08/1954 | River Plate    | 3-2  | Peñarol        |
| 29/08/1954 | Rampla Juniors | 1-0  | River Plate    |
| 29/08/1954 | Peñarol        | 4-0  | Nacional       |

| 1954       | 1954           | 1954 | 1954           |
| ---------- | -------------- | ---- | -------------- |
| 23/04/1955 | Nacional       | 5-1  | Rampla Juniors |
| 24/04/1955 | Peñarol        | 3-3  | Danubio        |
| 30/04/1955 | Peñarol        | 2-2  | Rampla Juniors |
| 01/05/1955 | Danubio        | 1-0  | Nacional       |
| 08/05/1955 | Nacional       | 2-1  | Peñarol        |
| sin datos  | Rampla Juniors | 3-2  | Danubio        |

| 1955       | 1955     | 1955 | 1955     |
| ---------- | -------- | ---- | -------- |
| 21/04/1956 | Nacional | 4-2  | Cerro    |
| 22/04/1956 | Danubio  | 1-0  | Peñarol  |
| 28/04/1956 | Peñarol  | 2-1  | Cerro    |
| 29/04/1956 | Nacional | 2-1  | Danubio  |
| 05/05/1956 | Danubio  | 4-0  | Cerro    |
| 06/05/1956 | Peñarol  | 1-0  | Nacional |

| 1956        | 1956     | 1956 | 1956     |
| ----------- | -------- | ---- | -------- |
| 03/08/1957  | Nacional | 4-1  | Cerro    |
| 04/08/1957  | Defensor | 2-1  | Peñarol  |
| 11/08/1957  | Peñarol  | 4-1  | Cerro    |
| 11/0/8/1957 | Nacional | 1-1  | Defensor |
| 17/08/1957  | Cerro    | 2-1  | Defensor |
| 18/08/1957  | Nacional | 3-0  | Peñarol  |

| 1957       | 1957     | 1957 | 1957     |
| ---------- | -------- | ---- | -------- |
| 18/01/1958 | Defensor | 2-0  | Nacional |
| 19/01/1958 | Peñarol  | 3-0  | Fénix    |
| 22/01/1958 | Defensor | 2-0  | Peñarol  |
| 23/01/1958 | Fénix    | 3-1  | Nacional |
| 26/01/1958 | Defensor | 1-1  | Fénix    |
| 26/01/1958 | Nacional | 3-0  | Peñarol  |

| 1958       | 1958           | 1958 | 1958           |
| ---------- | -------------- | ---- | -------------- |
| 25/04/1959 | Nacional       | 5-2  | Rampla Juniors |
| 26/04/1959 | Peñarol        | 0-0  | Sud América    |
| 02/05/1959 | Peñarol        | 4-2  | Rampla Juniors |
| 03/05/1959 | Nacional       | 6-0  | Sud América    |
| 09/05/1959 | Rampla Juniors | 0-1  | Sud América    |
| 17/05/1959 | Peñarol        | 1-1  | Nacional       |

| 1959       | 1959     | 1959 | 1959     |
| ---------- | -------- | ---- | -------- |
| 26/03/1960 | Peñarol  | 2-0  | Racing   |
| 27/03/1960 | Cerro    | 1-0  | Nacional |
| 30/03/1960 | Nacional | 5-1  | Racing   |
| 31/03/1960 | Peñarol  | 2-0  | Cerro    |
| 02/04/1960 | Racing   | 3-1  | Cerro    |
| 03/04/1960 | Nacional | 1-1  | Peñarol  |

| 1960       | 1960     | 1960 | 1960     |
| ---------- | -------- | ---- | -------- |
| 15/04/1961 | Peñarol  | 5-0  | Fénix    |
| 16/04/1961 | Nacional | 4-1  | Cerro    |
| 23/04/1961 | Nacional | 6-1  | Fénix    |
| 26/04/1961 | Peñarol  | 3-0  | Cerro    |
| 29/04/1961 | Cerro    | 1-1  | Fénix    |
| 30/04/1961 | Peñarol  | 2-1  | Nacional |

| 1961       | 1961     | 1961 | 1961     |
| ---------- | -------- | ---- | -------- |
| 09/12/1961 | Peñarol  | 2-1  | Danubio  |
| 10/12/1961 | Nacional | 2-1  | Defensor |
| 12/12/1961 | Peñarol  | 2-2  | Defensor |
| 14/12/1961 | Nacional | 6-2  | Danubio  |
| 17/12/1961 | Danubio  | 3-3  | Defensor |
| 17/12/1961 | Nacional | 2-1  | Peñarol  |

| 1962       | 1962     | 1962 | 1962     |
| ---------- | -------- | ---- | -------- |
| 20/04/1963 | Nacional | 2-2  | Fénix    |
| 21/04/1963 | Peñarol  | 2-1  | Defensor |
| 27/04/1963 | Peñarol  | 5-0  | Fénix    |
| 28/04/1963 | Nacional | 1-1  | Defensor |
| 05/05/1963 | Defensor | 2-1  | Fénix    |
| 05/05/1963 | Nacional | 2-1  | Peñarol  |

| 1963 (incompleto) | 1963 (incompleto) | 1963 (incompleto) | 1963 (incompleto) |
| ----------------- | ----------------- | ----------------- | ----------------- |
| 27/06/1964        | Peñarol           | 4-0               | Wanderers         |
| 04/07/1964        | Peñarol           | 2-0               | Fénix             |
| 11/07/1964        | Nacional          | 1-0               | Fénix             |
| 19/07/1964        | Nacional          | 1-1               | Wanderers         |
| 26/07/1964        | Peñarol           | 1-0               | Nacional          |
| sin datos         | Wanderers         |                   | Fénix             |

| 1964       | 1964           | 1964 | 1964           |
| ---------- | -------------- | ---- | -------------- |
| 30/03/1965 | Nacional       | 4-0  | Wanderers      |
| 01/04/1965 | Nacional       | 2-0  | Rampla Juniors |
| 04/04/1965 | Wanderers      | 2-0  | Peñarol        |
| 04/07/1965 | Nacional       | 1-1  | Peñarol        |
| 04/07/1965 | Rampla Juniors | 2-1  | Wanderers      |
| 11/08/1965 | Peñarol        | 6-0  | Rampla Juniors |

| 1965       | 1965     | 1965 | 1965     |
| ---------- | -------- | ---- | -------- |
| 18/01/1966 | Peñarol  | 4-0  | Racing   |
| 18/01/1966 | Cerro    | 3-0  | Nacional |
| 21/01/1966 | Nacional | 2-0  | Racing   |
| 21/01/1966 | Peñarol  | 2-0  | Cerro    |
| suspendido | Racing   |      | Cerro    |
| suspendido | Peñarol  |      | Nacional |

| 1966 (incompleto) | 1966 (incompleto) | 1966 (incompleto) | 1966 (incompleto) |
| ----------------- | ----------------- | ----------------- | ----------------- |
| 20/07/1967        | Peñarol           | 2-0               | Cerro             |
| 20/07/1967        | Nacional          | 1-1               | Danubio           |
| 23/07/1967        | Nacional          | 1-1               | Cerro             |
| 23/07/1967        | Peñarol           | 2-1               | Danubio           |
| 30/07/1967        | Peñarol           | 2-2               | Nacional          |
| sin datos         | Danubio           |                   | Cerro             |

| 1967       | 1967     | 1967 | 1967    |
| ---------- | -------- | ---- | ------- |
| 15/12/1967 | Peñarol  | 4-2  | Racing  |
| 18/12/1967 | Nacional | 5-4  | Racing  |
| 26/12/1967 | Nacional | 2-0  | Cerro   |
| 26/12/1967 | Peñarol  | 4-1  | Cerro   |
| 29/12/1967 | Nacional | 2-1  | Peñarol |
| sin datos  | Cerro    | 0-1  | Racing  |

| 1968       | 1968     | 1968 | 1968     |
| ---------- | -------- | ---- | -------- |
| 03/08/1969 | Peñarol  | 2-0  | Cerro    |
| 07/08/1969 | Nacional | 1-1  | Defensor |
| 09/08/1969 | Peñarol  | 0-0  | Defensor |
| 09/08/1969 | Nacional | 1-1  | Cerro    |
| 13/08/1969 | Defensor | 2-2  | Cerro    |
| 13/08/1969 | Peñarol  | 1-1  | Nacional |